# 帕拉爾 (智利)

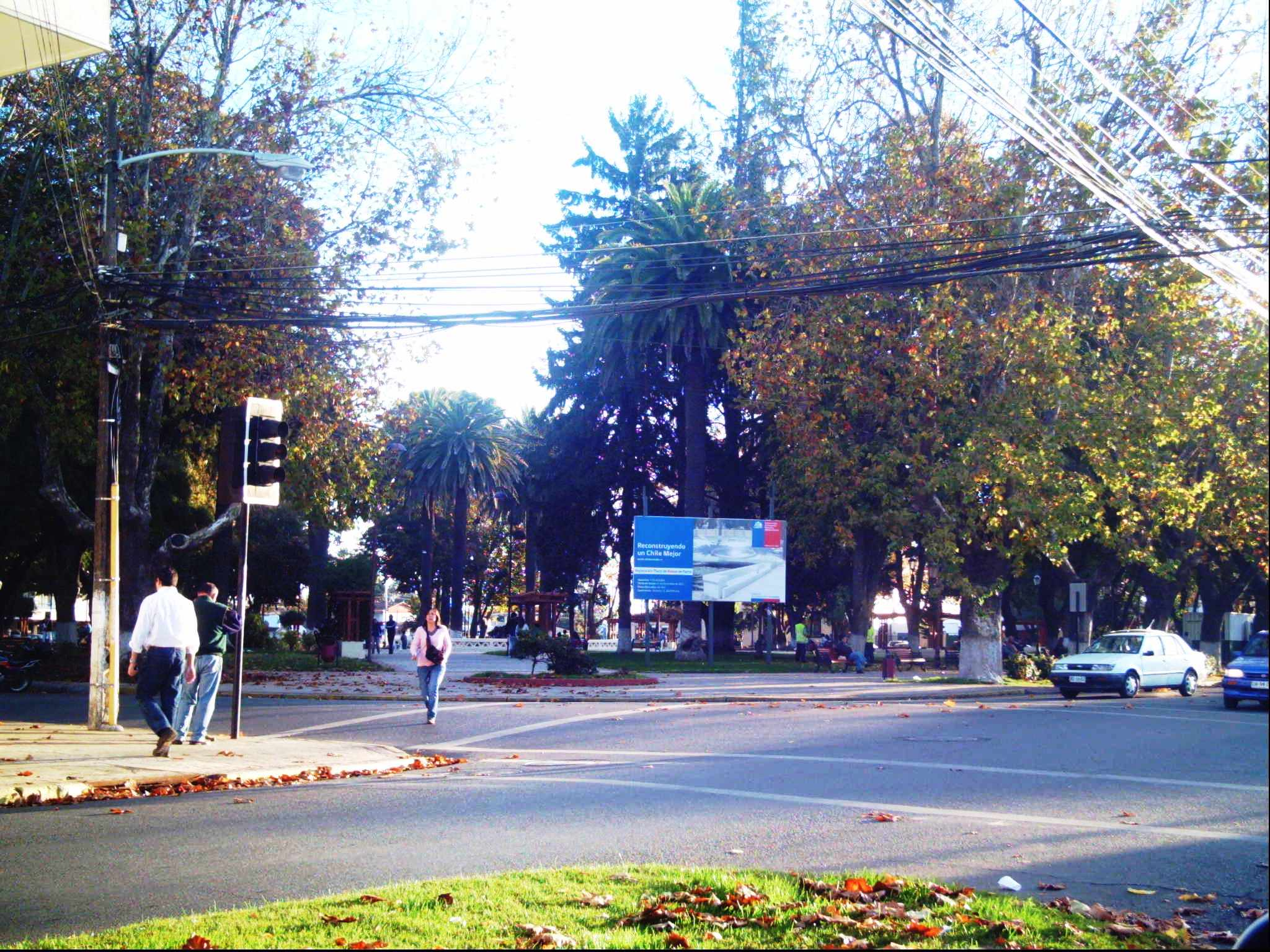

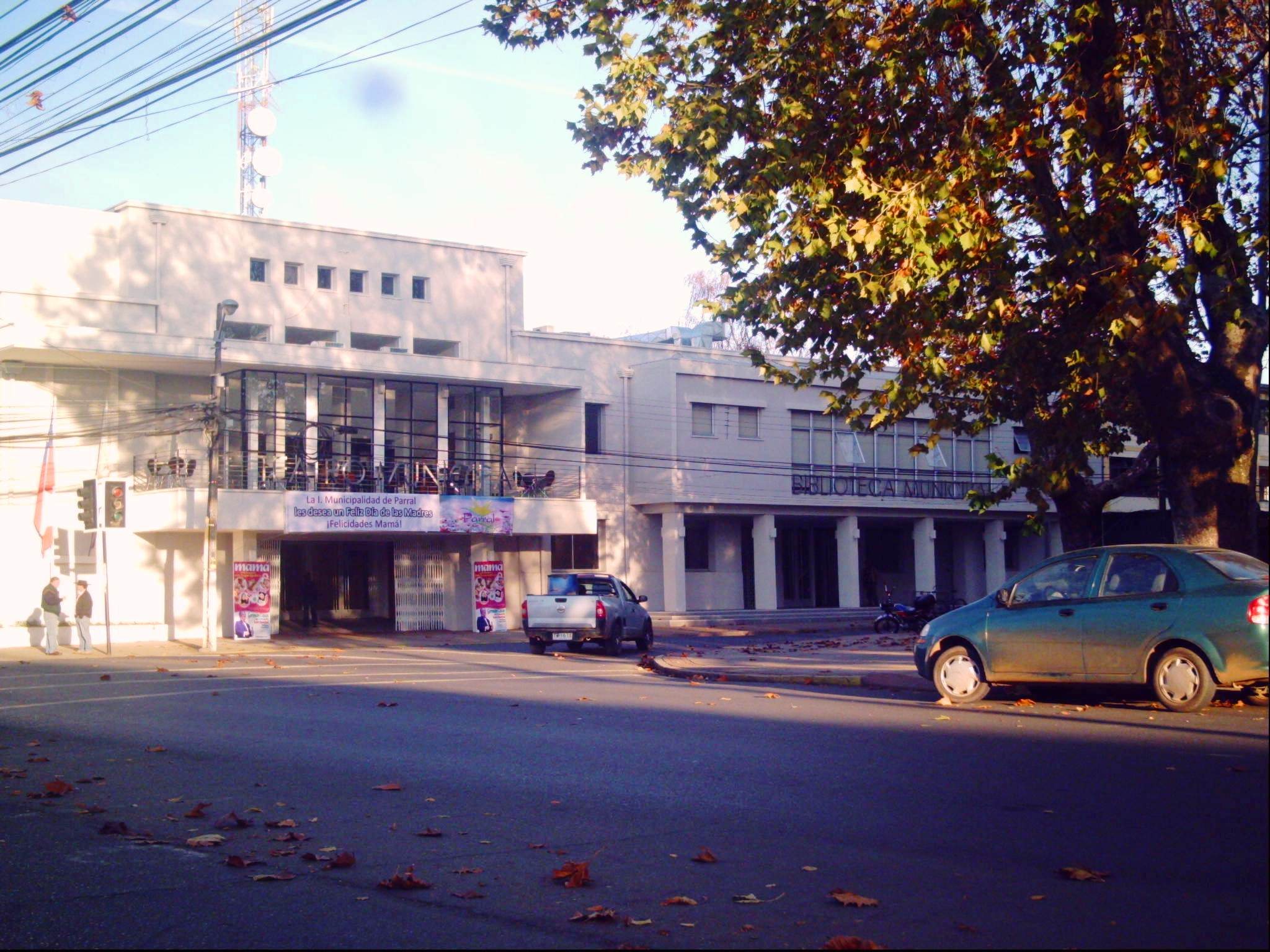

帕拉爾是智利的城鎮，位於該國中部，由馬烏萊大區的利納雷斯省負責管轄，面積1,638平方公里，海拔高度162米，2002年人口37,822，人口密度每平方公里23.1人。

## 外部連結
- （西班牙文） Municipality of Parral （页面存档备份，存于）